# Oswin Volkamer
Oswin Volkamer (* 4. Oktober 1930 in Helmsgrün; † 2016 in Leipzig) war ein deutscher Grafiker.

## Leben und Werk
Volkamer erlernte den Beruf eines Schriftlithografen und studierte von 1953 bis 1958 an der Hochschule für Grafik und Buchkunst in Leipzig bei Heinrich Ilgenfritz. Dieser wies ihm den Weg zum Kupferstich und zu seiner Anwendung in Exlibris und Kleingrafik. Nach dem Diplom arbeitete er bis 1964 in der Deutschen Wertpapierdruckerei in Leipzig. Dort vervollkommnete er seine handwerklichen Fähigkeiten als Kupferstecher bei der Gestaltung von Briefmarken und Banknoten. Ab 1964 arbeitete Volkamer als freischaffender Künstler in Leipzig.  Bis 1990 war er Mitglied im Verband Bildender Künstler der DDR.
Volkamer fühlte sich zeitlebens der Meisterlichkeit des altdeutschen Kupferstichs verpflichtet. Er war „einer der wenigen international bekannten zeitgenössischen Künstler, die den traditionellen Kupferstich pflegen und ihn auf dem Gebiet des Exlibris und der Kleingrafik, wie Neujahrswünsche, Stadtansichten, Porträts, für ein breiteres Publikum anwenden. Volkamer hat seit 1960 an die 300 Exlibris, über 40 Porträts und über 100 Stadtansichten geschaffen.“
Zu seinen Arbeiten gehören u. a. auch Entwürfe für eine bedeutende Anzahl von Briefmarken der Deutschen Post und für Plakate.
Seit Dezember 2004 befindet sich das Werk Volkamers (Exlibris, Grafiken, Zeichnungen, Porzellane mit aufgedruckten Grafiken, Wertmarken, Aquarelle, ergänzt durch fach- und sachbezogene Korrespondenz) in der Staatsbibliothek zu Berlin. Von Volkamer geschaffene Exlibris befinden sich auch in der Sammlung des Museums Schloss Burgk.

## Ausstellungen

### Personalausstellungen (Auswahl)
- 1980 Leipzig, Galerie Wort und Werk (Kupferstiche; mit Holger Vogt)
- 2005/2006 Berlin, Staatsbibliothek, Handschriftenlesesaal im Haus Potsdamer Straße
- 2011 Schkeuditz, Art Kapella (mit Rolf Rehme)

### Ausstellungsbeteiligungen (Auswahl)
- 1965, 1972, 1974, 1979 und 1985: Leipzig, Bezirkskunstausstellungen
- 1977: Leipzig („Kunst und Sport“)
- 1977/78, 1982/83 und 1987/88: Dresden, VIII. bis X. Kunstausstellung der DDR
- 1979: Altenburg/Thüringen, Lindenau-Museum („Radierung und Kupferstich im Bezirk Leipzig“)
- 1981: Dresden („25 Jahre NVA“)
- 1982: Leipzig („10 Jahre Leipziger Grafikbörse“)